# اريك شو (كاتب)
اريك شو (بالإنجليزية: Eric Shaw)‏ هو كاتب سيناريو أمريكي، ولد في 8 يونيو 1973 في نيويورك في الولايات المتحدة.

## وصلات خارجية
- اريك شو على موقع IMDb (الإنجليزية)
- اريك شو على موقع قاعدة بيانات الفيلم (الإنجليزية)
- اريك شو على موقع كينوبويسك (الروسية)